# Antonio Donghi
Antonio Donghi (né le 16 mars 1897 à Rome et mort le 16 juillet 1963 dans cette même ville) est un peintre italien du XXe siècle.

## Biographie
Antonio Donghi était un peintre italien de scènes de vie populaire (scène de genre), de paysages et de natures mortes. Il fut un élément principal du mouvement réalisme magique.
Né à Rome, il a étudié à l'Institut des Beaux-Arts. Après avoir fait son service militaire en France pendant la Première Guerre mondiale, il étudia l'art des XVIIe et XVIIIe siècles à Florence et à Venise. Dans les années 1920, il fut parmi les premiers à développer en Italie le style du New Classicism des années 1910-1930.
Doté d'une technique raffinée, Donghi favorisa les compositions fortes, la clarté spatiale, et les sujets sans prétentions. Ses tableaux possèdent une gravité et un archaïsme rappelant la rigidité de Piero della Francesca et surtout Georges Seurat.
Ses natures mortes sont souvent constitués d'un petit vase de fleurs, représenté avec la symétrie désarmante de l'Art Naïf.
Donghi a atteint la popularité et le succès de la critique en remportant en 1927, le premier prix à l'exposition internationale du Carnegie Institute de Pittsburgh avec son tableau Carnevale (Carnaval).
En 1928, il participa à la Biennale de Venise
Dans les années 1940, Donghi s'écarta du courant dominant, le modernisme et de ce fait sa réputation diminua, mais il continua à exposer régulièrement.
Dans ses dernières années il se concentra principalement sur les paysages peints dans un style qui mettait l'accent sur les modes linéaire.
Il est mort à Rome en 1963.
La plupart de ses œuvres sont dans des collections en Italie, notamment au Musée de Rome.

## Œuvres
- La sposa (la mariée) (1926), Galerie Civique,Modène.
- Battesimo (baptême), GAM - Galerie Civique d'Art Moderne et Contemporain, Turin.
- Il ponte di ferro ai Fiorentini (Le pont de fer aux florentins) (1933), Palazzo Braschi, Rome.
- Ponte Cestio (1925), Palazzo Braschi, Rome.
- Via del Lavatore (rue du travailleur) (1924), Palazzo Braschi, Rome.
- Carnevale (carnaval) (1923), collection privée.
- Autoritratto (autoportrait) (1924), collection privée,Rome.
- Nudo di donna (nu de femme) (1923), collection privée,Rome.
- La canzonettista (la chansonnière) (1925), collection privée.
- Il giocoliere (le jongleur) (1926), collection privée, Rome.
- Circo equestre (cirque équestre) (1927), collection privée.
- Prima della canzone (première chanson) (1930), collection privée.
- Caccia alle allodole (chasse aux alouettes),

## Sources
- (en) Cet article est partiellement ou en totalité issu de l’article de Wikipédia en anglais intitulé « Antonio Donghi » (voir la liste des auteurs).